# JT-60SA

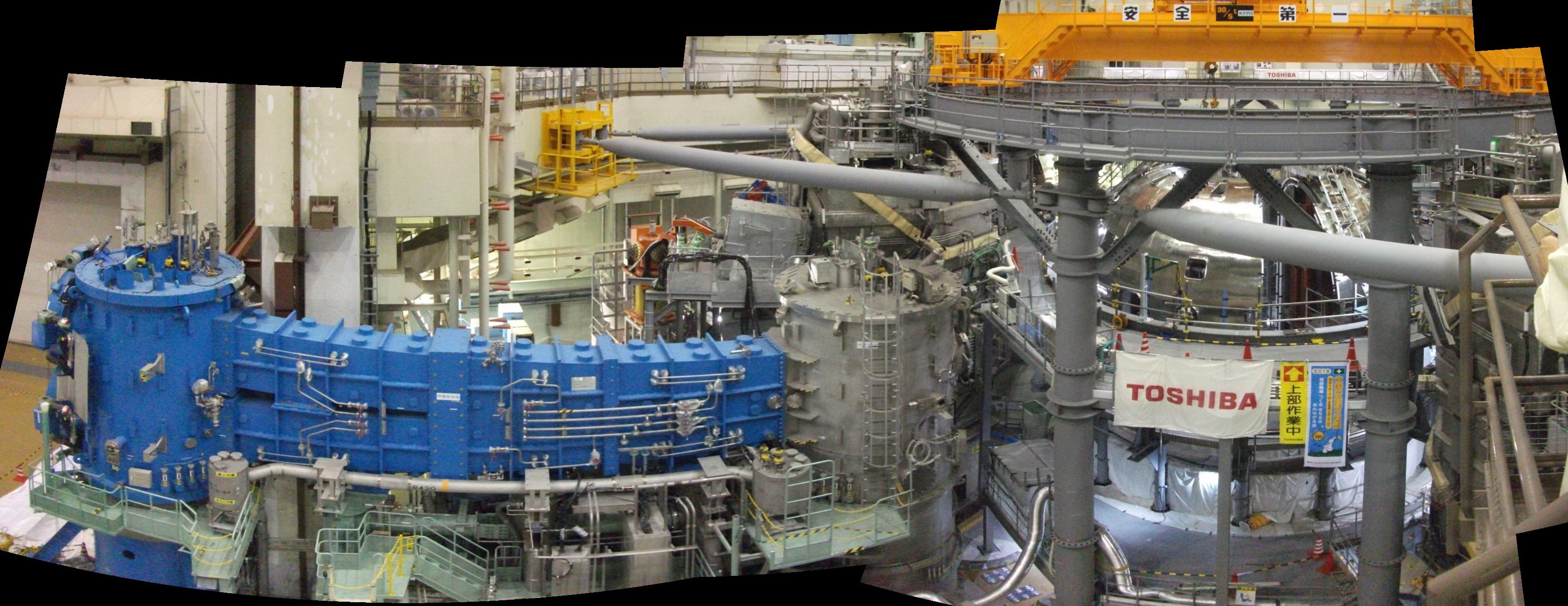
Rechte Bildhälfte: JT-60 SA im September 2016

JT-60SA ist ein Kernfusionsreaktor und ein europäisch-japanisches Forschungsprojekt zur Fusionsenergie. In der Bezeichnung steht J für Japan, T für Tokamak, S für „super“ (in Anspielung auf die supraleitenden Magnetspulen) und A für „advanced“, weil anspruchsvolle Plasmen untersucht werden sollen. Der Reaktor, Nachfolger des JT-60 am gleichen Standort, beruht auf dem Tokamak-Prinzip. Der Reaktor befindet sich bei Naka in der japanischen Präfektur Ibaraki.
Die Montage begann 2013 mit der Grundplatte des Kryostaten, die in Spanien hergestellt wurde. Das in Japan hergestellte Plasmagefäß war 2018 fertig, Ende März 2020 wurde die Forschungsanlage fertiggestellt. Ende November 2020 war der supraleitende Zustand der Magnetspulen erreicht, nach dem Ausheizen des Vakuumgefäßes folgten weitere Tests. Im März 2021 trat ein Defekt an der elektrischen Isolation der kalten Zuleitungen zu den Magnetspulen auf. Fehlersuche und Reparaturarbeiten warfen das Projekt signifikant zurück. Am 23. Oktober 2023 konnte eine erste Plasmaentladung erzeugt werden. Am 1. Dezember 2023 wurde JT-60SA offiziell in Betrieb genommen.

## Vergleich mit anderen Fusions-Forschungsreaktoren
JT-60SA funktioniert wie der in Bau befindliche Reaktor ITER nach dem Tokamak-Prinzip, ist dabei aber deutlich kleiner. Was das Plasmavolumen von etwa 140 m3  angeht ist JT-60SA eher im Bereich von dessen Vorgänger JET. Anders als JET und ITER wird sich JT-60SA auf Modellplasmen aus leichtem Wasserstoff und Deuterium beschränken und kein Deuterium-Tritium-Gemisch verwenden.
Ziel ist es, den Testreaktor ITER zu ergänzen und die Datenbasis für das geplante Demonstrationskraftwerk DEMO insbesondere im Bereich von quasi-stationären Plasmen zu vergrößern. Dazu will man bis zu einhundert Sekunden lange Hochleistungs-Plasmapulse erzeugen.
Die supraleitenden Magnetspulen aus einer Niob-Titan-Legierung, die das ringförmige Vakuumgefäß umgeben, erzeugen darin ein starkes Magnetfeld von bis zu neun Tesla.